# Rubus rosifolius
Rubus rosifolius, (comúnmente llamada zarza hoja de rosa, frambuesa asiática y frambuesa del oeste de la india) es una especie de arbusto nativo de los bosques húmedos y bosques abiertos de los Himalayas, este de Asia, y este de Australia.
También es muy abundante en los estados brasileros de Minas Gerais, Río de Janeiro y hacia el sur hasta Rio Grande do Sul. La planta también es muy común en los alrededores de San Francisco, y crece en forma salvaje en Puerto Rico. Se puede convertir en especie invasora en los lugares en que ha sido introducida.

## Descripción
Es una especie de planta arbustiva perenne de porte pequeño que alcanza 1,5 m de alto, sus tallos poseen espinas y hojas que se asemejan a las hojas de las rosas.
Las hojas de la zarza hoja de rosa son compuestas con márgenes aserrados, con pelillos glandulares a ambos lados de la hoja. Las flores son blancas formando panículos.
Las hojas permanecen verdes a lo largo del año, y los fruto toman su característico color rojo cuando maduran a comienzos del otoño en Australia. El fruto comestible, tiene forma de bola de unos 2 cm de diámetro. Es la versión silvestre de rubus idaeus

## Usos
Si bien rara vez se cultiva R. rosaefolius, la planta posee varios usos. El fruto es dulce y posee un sabor aromático agradable cuando la planta es cultivada en terrenos que poseen un buen grado de humedad. El fruto es comercializado en los mercados en la zona del Himalaya.
La hoja se utiliza para preparar infusiones medicinales para tratar la diarrea, dolores menstruales, náuseas matutinas y dolores del parto. La hoja contiene aceites esenciales.

## Galería

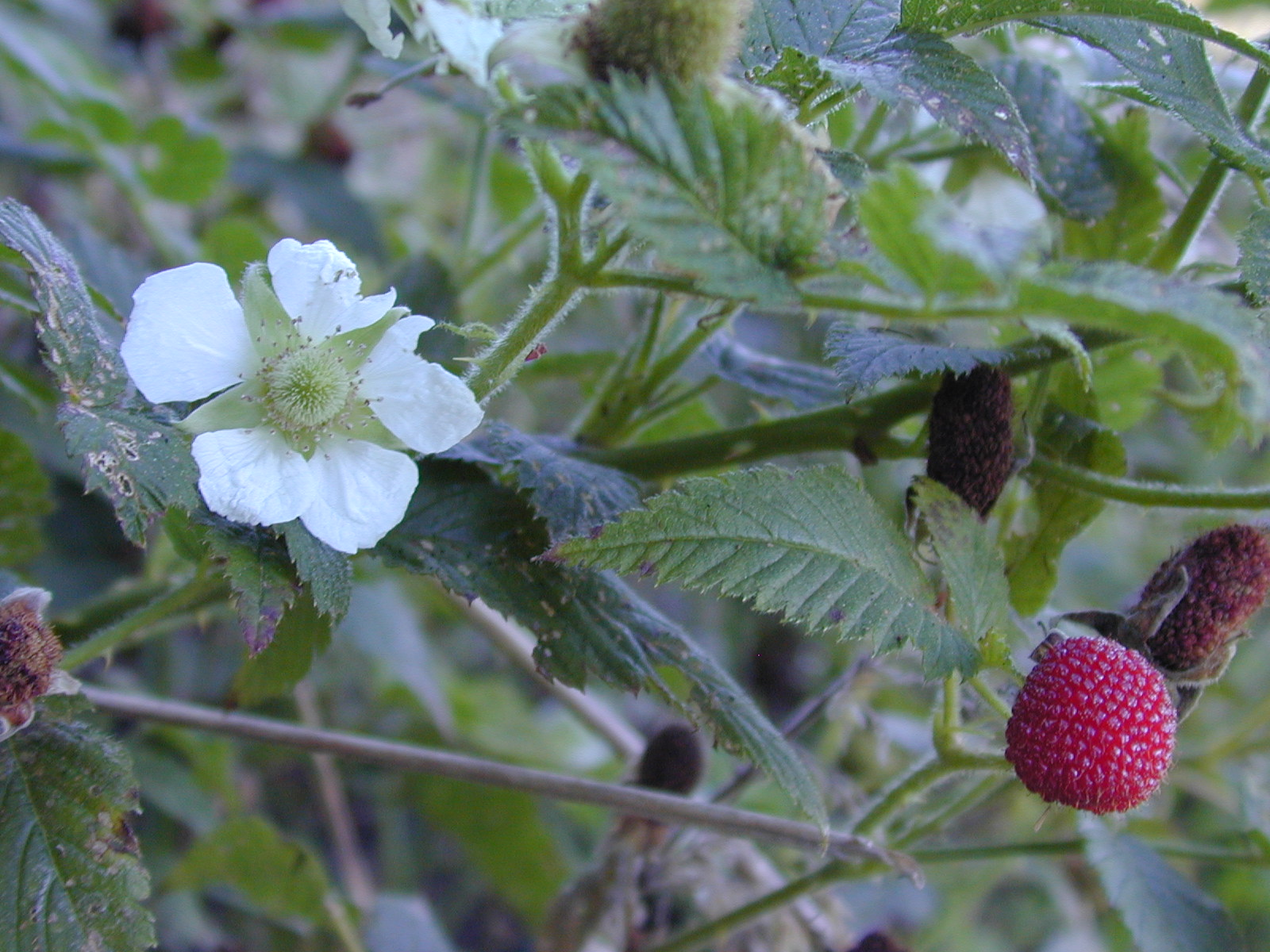
Flor y fruto
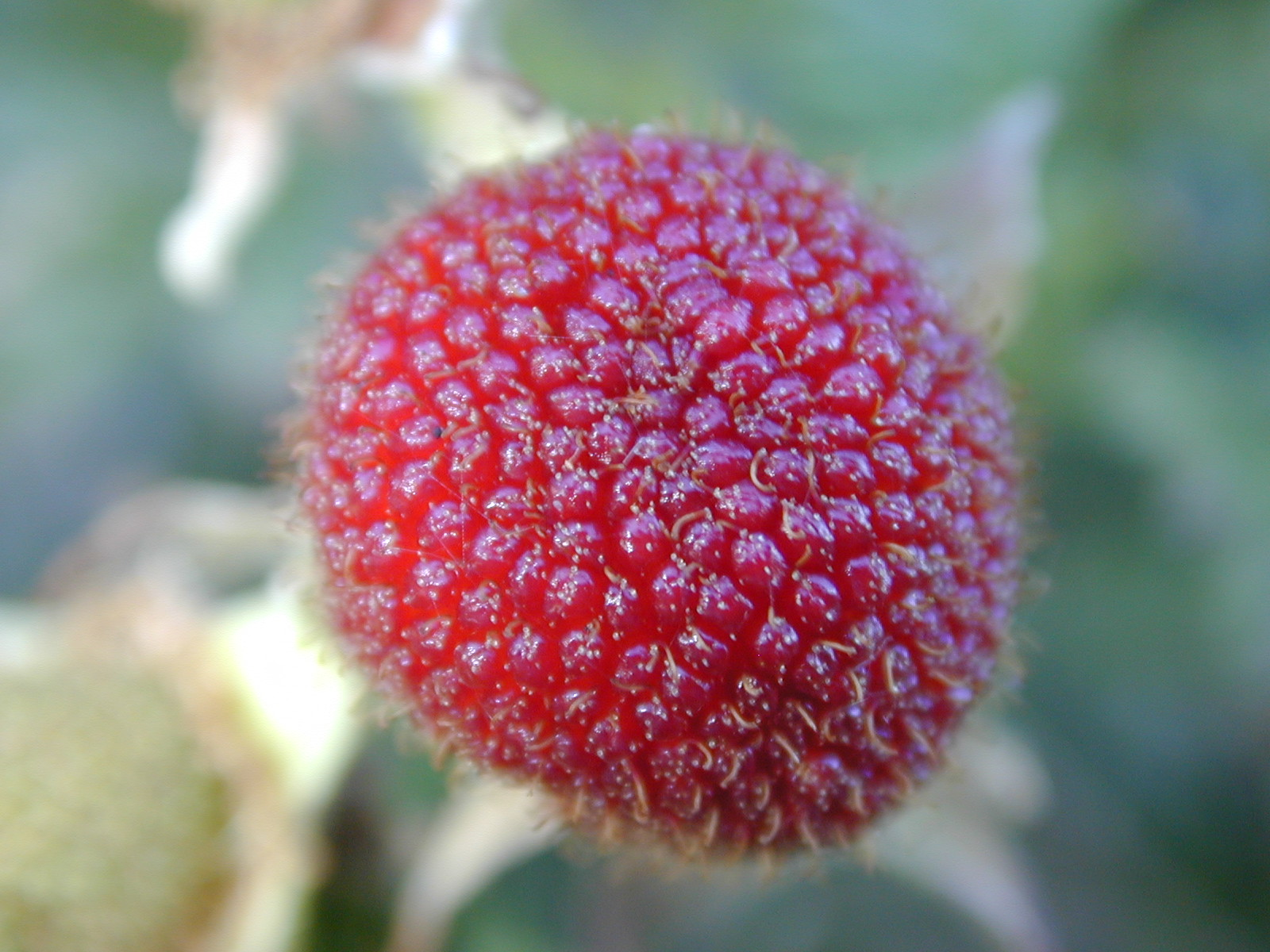
Fruto maduro
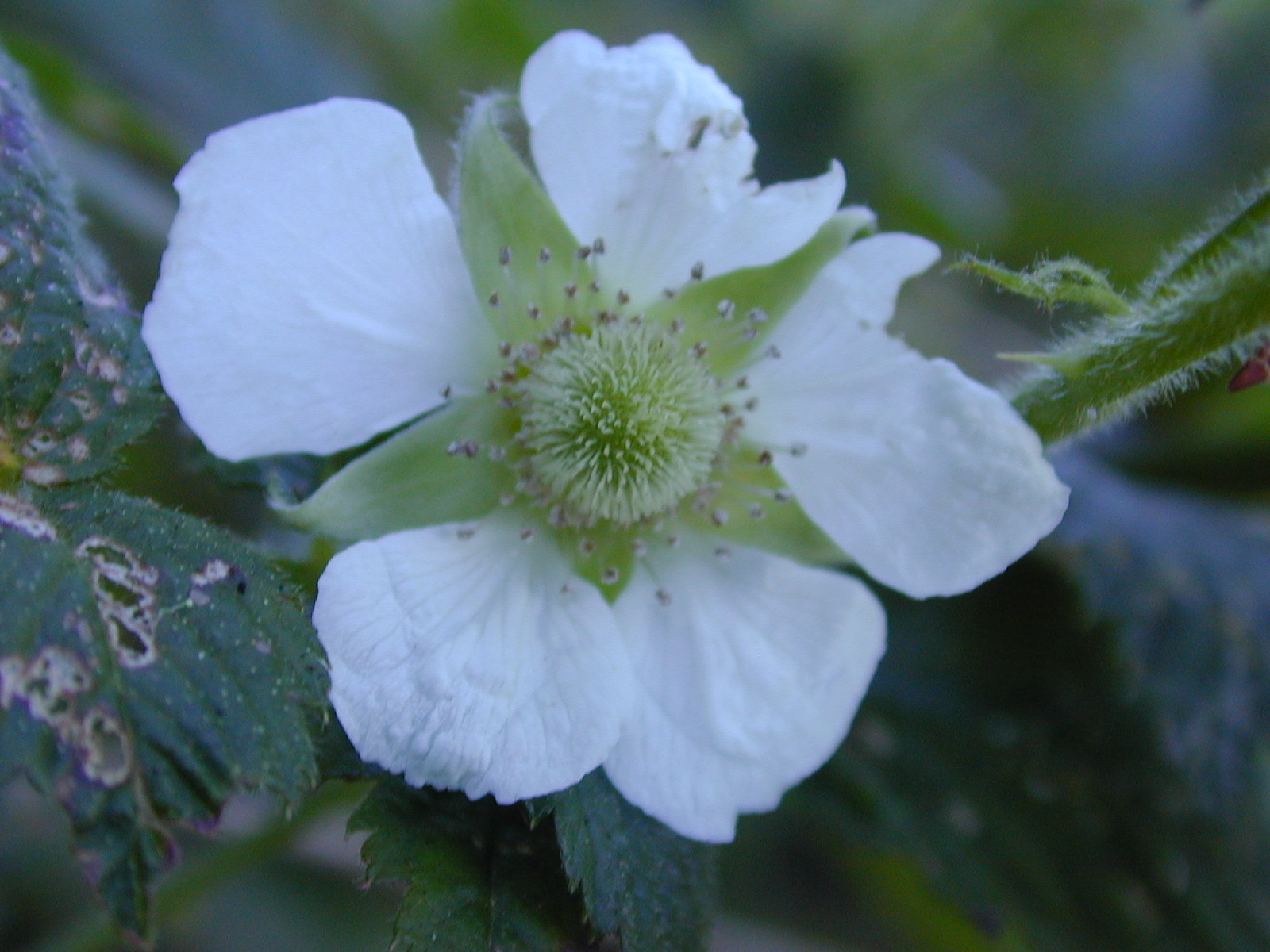
Detalle de flor
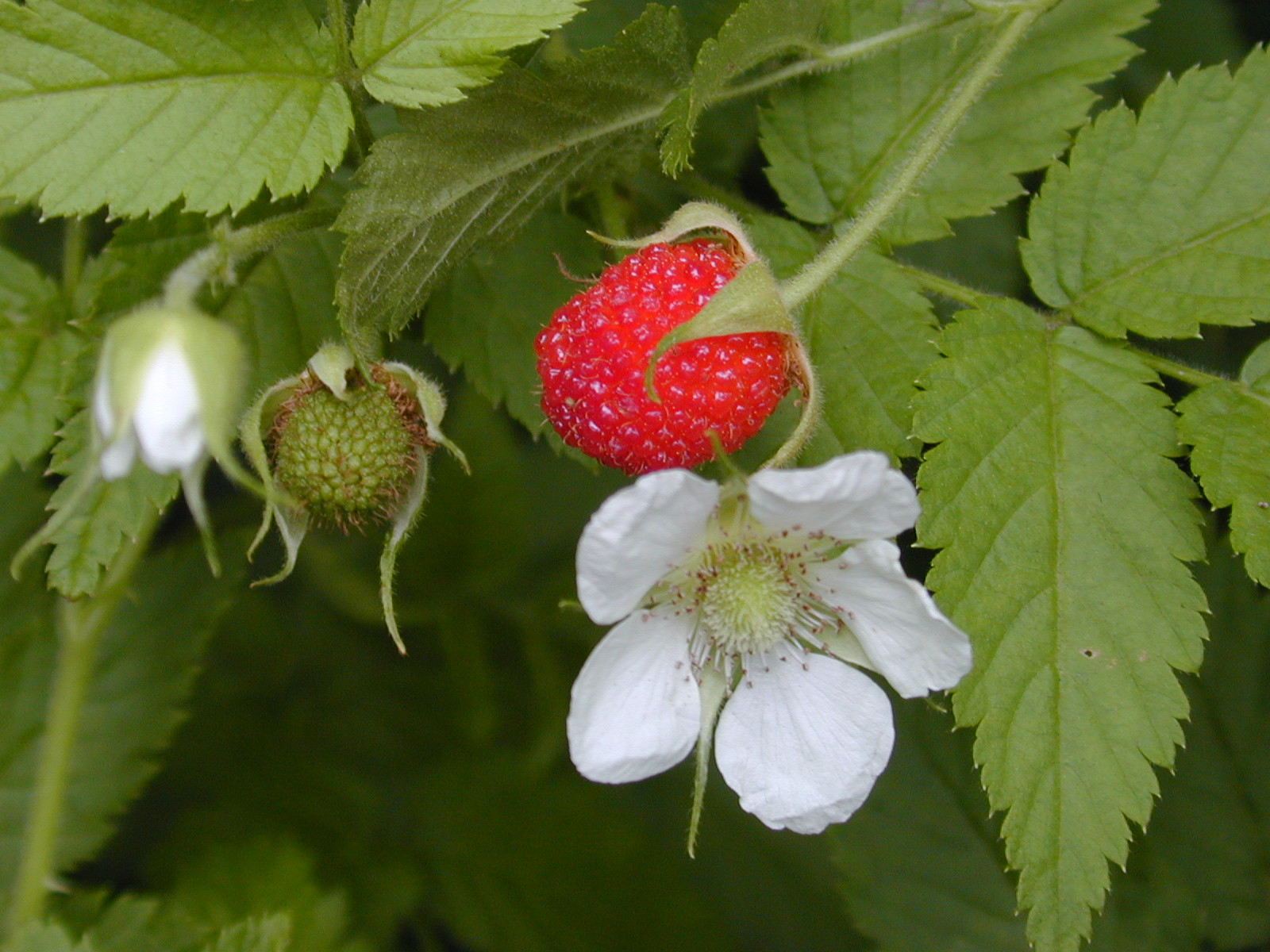
Fruto con hojas